# Алессіо Скаркіллі
Алессіо Скаркіллі (італ. Alessio Scarchilli, нар. 10 вересня 1972, Рим) — італійський футболіст, що грав на позиції півзахисника.

## Ігрова кар'єра
Народився 10 вересня 1972 року в місті Рим. Вихованець футбольної школи клубу «Рома», з якою виграв Турнір Віареджо у 1991 році, але в основну команду не пробився, через що 1992 року став гравцем клубу Серії Б «Лечче». У цій команді зіграв 32 матчі чемпіонату і забив 3 голи, допомігши команді вийти до Серії А, після чого повернувся до «Роми». У складі «вовків» за сезон 1993/94 зіграв 19 матчів у чемпіонаті та 3 у італійському кубку. Наприкінці сезону його віддали в «Удінезе», якому він теж допоміг вийти у Серію А.
У наступному сезоні 1995/96 він зіграв свої останні сім ігор у чемпіонат за «Рому», а також дебютував у єврокубках, зігравши три гри в Кубку УЄФА. Влітку 1996 року він переїхав до «Торіно», де зіграв 36 ігор у Серії Б, забивши 6 голів. Потім гравець провів один рік у клубі «Сампдорія», після чого повернувся до Турина, залишаючись там до кінця сезону 2002/03, останні два зігравши у Серії А.
Після чергового вильоту «Торіно» з вищого дивізіону Скаркіллі недовго пограв за «Монс», а завершував кар'єру у нижчолігових італійських командах «Терамо» (Серія C1) та «Вітербезе» (Серія C2), де пограв до 2006 року.
По завершенні кар'єри став працювати телевізійним коментатором для клубного телеканалу Roma TV.

## Виступи за збірні
Залучався до складу молодіжної збірної Італії, з якою став молодіжним чемпіоном Європи 1994 року у Франції.

## Титули і досягнення
- Чемпіон Європи серед молодіжних команд (1):

1994